# Уинтер, Пол
Пол Уинтер (англ. Paul Winter, род. 31 августа 1939 года) — американский джазовый музыкант, саксофонист (сопрано и альт), композитор и музыкальный продюсер. Шестикратный обладатель премии «Грэмми».

## Биография
Пол Уинтер родился в 1939 году в небольшом промышленном городе Алтуна на северо-востоке США. С пятилетнего возраста играл на различных музыкальных инструментах, но в четвёртом классе общеобразовательной школы навсегда увлёкся саксофоном. Выступал с одноклассниками в группе «The Little German Band», оркестре «The Silver Liners», других биг-бэндах и небольших коллективах стиля бибоп. Уже в 17 лет отправился в первый гастрольный тур. Во время учёбы в Северо-западном университете Уинтер сформировал джаз-секстет, который в 1961 году выиграл межвузовский джазовый фестиваль, и подписал контракт с продюсером Columbia Records Генри Хэммондом, известным первооткрывателем десятков «звёздных» исполнителей, среди которых Бенни Гудмен, Билли Холидей, Каунт Бэйси, Боб Дилан и многие другие.
По предложению Государственного департамента США в 1962 году секстет Пола Уинтера в рамках культурной миссии совершил шестимесячное турне по Латинской Америке, которое оказало большое влияние на всё дальнейшее творчество джазмена: его стало интересовать взаимное проникновение музыкальных культур разных стран. Одним из первых в США коллектив освоил характерные для бразильской босса-новы смещения ритмической основы. В середине 1960-х Бразилия стала для Пола Уинтера «вторым домом». Он записал там несколько альбомов. Там же в 1967 году основал и возглавил ансамбль «Консорт Пола Уинтера» («Paul Winter Consort»), который на многие годы стал выразителем необычных идей и музыкальных направлений, которыми увлекался Пол Уинтер. В ансамбле работали Пол Маккендлесс, Ральф Таунер, Глен Мур и др. 
В 1968 году Уинтер впервые услышал запись звуков, издаваемых китами, и определил для себя дальнейшее направление творческих поисков. Протяжные «соул-гармонии» морских млекопитающих, «блюзовый» вой волков стали тем материалом, который позже был воплощён в нескольких проектах композитора. В 1980 году образует собственный лейбл Living Music Records для записи «экологически чистой» музыки, музыки имеющей естественное, живое звучание, объединяющей и сплачивающей человеческое сообщество. Пол Уинтер ищет и записывает самые различные звуки планеты Земля: шум леса в джунглях Амазонки, ветра в Гранд-Каньоне, воды в озере Байкал и так далее. Каждый из этих экспериментов венчается выходом новой композиции или целого альбома. Наиболее полно и ярко они представлены в грампластинке «Concert For The Earth» (Living Music Records, 1985 год). «Концерт Земле» был издан в СССР в том же году фирмой «Мелодия». Композиции этого сборника «Колыбельная Матушки Китихи Маленьким Тюленям» (англ. Lullaby From The Great Mother Whale For The Baby Seal Pups) и «Волчьи глаза» (англ. Wolf Eyes) стали чрезвычайно популярными.
Не меньшее внимание джазмен уделяет песенным традициям тех стран, которые он посещает. Во время поездок по Советскому Союзу в середине 1980-х годов композитор знакомится с российским музыкантом-исследователем фольклора Дмитрием Покровским и его ансамблем. Два коллектива дают в Московском государственном университете первый совместный концерт. На следующий год в рамках этого проекта в США выходит грампластинка «Earthbeat» (рус. «Пульс Земли», Living Music Records, 1987 год). В 1989 году она была перезаписана в Москве и называлась «Ансамбль Пола Уинтера (США) и фольклорный ансамбль Дмитрия Покровского». Эта работа, по убеждению Пола Уинтера, стала первым альбомом самобытной музыки, созданной американцами и русскими, где «новые музыкальные сочетания объединили западные созвучия, афро-бразильские ритмы с древними (русскими) хороводными песнями и напевами». Комментируя выход этой записи, джазовый пианист и композитор Дейв Брубек сказал, что «произведённый Полом сплав тысячелетней традиции русского народного хорового пения и индивидуального стиля его коллектива является мощным заявлением о своей вере в единство нашей общей земной песни».

## Популярность и признание
Если в первые десятилетия своего творчества Пол Уинтер не получал значимых наград в области музыки и звукозаписи, то с начала 1990-х годов он стал неоспоримым лидером по их количеству в направлении нью-эйдж. Так, с 1993 года по настоящее время он 6 раз (2 раза лично и 4 раза как руководитель коллектива «Paul Winter Consort») становился лауреатом Грэмми за лучшей альбом года в этом стиле:
- 1993 — Испанский ангел / Spanish Angel — концертные записи гастрольного тура по Испании.
- 1994 — Молитва Естественным вещам / Prayer for the Wild Things — альбом, названный по картине американской художницы Бев Дулиттл и состоящий из своеобразных дуэтов музыкантов и звуков, издаваемых различными представителями животного мира региона Скалистых гор, такими как бизон, пума, олень, гризли, белоголовый орлан и так далее.
- 1999 — Кельтское солнцестояние / Celtic Solstice — альбом, созданный на основе изучения музыкальной культуры кельтов.
- 2005 — Серебряное солнцестояние / Silver Solstice — концерт к 25-летию проекта «Солнцестояние», прошедший в Соборе Иоанна Богослова в Нью-Йорке. Запись включает в себя как композиции музыканта прошлых лет в этнической музыке и сплаве блюза со звуками природы, так и духовные песнопения различных народов, интересующие его в последние годы.
- 2007 — Крестон / Crestone — альбом, названный по имени небольшого поселения в Колорадо и записанный с использованием звуков живой природы в горах Сангре-де-Кристо (южная часть Скалистых гор), национальном парке США Грейт-Санд-Дьюнс и долине Сан-Луис.
- 2010 — Мийо: Путешествие в горы / Miho: Journey to the Mountain — альбом, записанный в горных тоннелях Музея Мийо (Киото, Япония) с акцентом на неповторимую реверберацию звуков в этих условиях.

В знак признания его вклада в музыкальную культуру и в сохранение экологии планеты Уинтер в 1987 году был включён в самый первый список славы Global 500 Roll of Honour Программы ООН по окружающей среде. Кроме того, музыкант удостоен большого количества национальных наград США, общественных, религиозных, культурных фондов и организаций.
В 2007 году ему была присвоена Межконфессиональная премия Джеймса Паркса Мортона.

## Творческая активность и планы
Уже более 20 раз большими концертами в Нью-Йорке Пол Уинтер отмечает зимнее и более 10 раз летнее «Солнцестояние» (вторая декада декабря и июня, соответственно). Мероприятия собирают многих известных музыкантов со всего мира и являются одними из самых заметных и востребованных в культурной жизни Нью-Йорка.
В конце 2009 года в Екатеринбурге состоялась премьера очередного проекта Пола Уинтера «Flyways» (рус. «Миграционные маршруты» или «Перелётные пути птиц»); премьера в США состоялась в марте 2012 года. Музыкальные композиции написаны с использованием этнической музыки тех стран, над которыми совершают сезонную миграцию птицы из Евразии в Африку и обратно. Кроме народных мелодий в импровизации вплетаются записи голосов птиц. В выступлениях задействованы инструменталисты и вокалисты самой разной направленности, объединённые в специально созданный «Оркестр Великой рифтовой долины» (англ. Great Rift Valley Orchestra): американец Крис Берри (мбира), Андреа Калима и Мванаима Мруту (вокал, Танзания), шотландец Энди Кук (африканская арфа) и так далее. Россию в проекте представили ансамбль «Изумруд» (Екатеринбург) и Азат Акулов (курай, Башкортостан).

## Дискография
- 1961 Секстет Пола Уинтера / The Paul Winter Sextet / Columbia Records
- 1962 Jazz Meets The Bossa Nova / Columbia Records
- 1963 Jazz Premiere: Washington / Columbia Records
- 1963 New Jazz on Campus / Columbia Records
- 1963 Jazz Meets The Folk Song / Columbia Records
- 1964 Звук Ипанемы / The Sound of Ipanema / Columbia Records
- 1965 Рио / Rio / Columbia Records
- 1968 The Winter Consort / A&M
- 1969 Что-то в этом ветре / Something in the Wind / A&M
- 1970 Дорога / Road / A&M
- 1972 Икар / Icarus / Epic
- 1977 Танец земли / Earthdance / A&M
- 1978 Что у нас общего / Common Ground / A&M
- 1980 Призывы / Callings / Living Music
- 1982 Missa Gaia/Earth Mass / Living Music
- 1983 Певец солнца / Sun Singer / Living Music
- 1985 Каньон / Canyon / Living Music
- 1985 Концерт Земле / Concert for the Earth / Living Music
- 1986 Wintersong / Living Music
- 1987 Киты как они есть / Whales Alive / Living Music
- 1987 Пульс Земли / Earthbeat / Living Music
- 1989 Волчьи глаза / Wolf Eyes / Living Music
- 1990 Земля: Голоса Планеты / Earth: Voices of a Planet / Living Music
- 1990 Человек, который посадил деревья / The Man Who Planted Trees / Living Music
- 1991 Остров черепах / Turtle Island / Living Music
- 1993 Солнцестояние / Solstice Live! / Living Music
- 1993 Испанский ангел / Spanish Angel / Living Music / Грэмми за лучший альбом в стиле нью-эйдж[8]
- 1994 Молитва Естественным вещам / Prayer for the Wild Things / Living Music / Грэмми за лучший альбом в стиле нью-эйдж
- 1997 Колыбельная Каньону / Canyon Lullaby / Living Music
- 1998 Бразильские дни / Brazilian Days / Living Music
- 1999 Кельтское солнцестояние / Celtic Solstice / Living Music / Грэмми за лучший альбом в стиле нью-эйдж
- 2000 Путешествие с Солнцем / Journey with the Sun / Living Music
- 2005 Серебряное солнцестояние / Silver Solstice / Living Music / Грэмми за лучший альбом в стиле нью-эйдж
- 2007 Крестон / Crestone / Living Music / Грэмми за лучший альбом в стиле нью-эйдж
- 2010 Мийо: Путешествие в горы / Miho: Journey to the Mountain / Living Music / Грэмми за лучший альбом в стиле нью-эйдж
- 2011 Музыка Земли / Earth Music / Living Music